# Zack Monsén
Zack Monsén, född 4 januari 1997, Saltsjöbaden, Stockholm är en svensk skidåkare. Lillebror till alpina världscups-åkaren Felix Monsén. Zack Monsén far, Johan Monsén är tidigare chef för det alpina landslaget.
Zack Monsén blev uttagen till Alpina Landslaget säsongen 2017/2018.
Några tävlingsresultat:  
- Representerade Sverige i junior-VM 2016 i Sotji, Ryssland.[3]
- Junior-VM 2017 i Åre, Sverige, 7:e plats Störtlopp[4].
- Junior-VM 2018 i Davos, Schweiz, 8:e plats Störtloppet[5].
- Vintersäsongen 2019 representerade Monsén Sverige i alpin kombination på hemma-VM i Åre. Resultatet blev en 38:e plats[6].
- SM-silver, super-G, Åre 2019[7]
- SM-guld, störtlopp, Åre 2020[8]
- SM-brons, störtlopp, Åre 2022[9]